# 千葉県立木更津高等学校
千葉県立木更津高等学校（ちばけんりつ きさらづこうとうがっこう）は、千葉県木更津市文京四丁目に所在する公立の高等学校。略称は「木高」（きこう）。

## 設置学科
- 単位制普通科
- 単位制理数科

## 概要
1899年（明治32年）に1府県1校以上の中学校設置が義務づけられ、佐倉中学・千葉中学に続き、成東中学とともに千葉県で3番目の旧上総国では初めての県立中学として設立され、1948年（昭和23年）の学制改革により新制高等学校となった。
校則は存在するが自由な校風で、最低限のマナーやルールを守る事が求められる。
生徒が中心となって行う「木高祭」は毎年6月に開催され、文化祭および体育祭がセットになって行われていたが2011年より体育祭が9月に移行。
通学区は第9学区（市原市、木更津市、君津市、富津市、袖ヶ浦市）であり、第1学区・第7学区・第8学区からの入学も可能。

## 沿革
- 1900年（明治33年） - 千葉県立千葉中学校木更津分校の設置が文部省から認可される。
- 1901年（明治34年） - 千葉県立木更津中学校（旧制中学校）と改称する。
- 1948年（昭和23年） - 学校教育法による高等学校となり、千葉県立木更津高等学校と改称する。
- 1950年（昭和25年） - 周准農業高等学校及び望陀農業高等学校と合併し、千葉県立木更津第一高等学校と改称、男女共学制実施。
- 1954年（昭和29年） - 望陀校舎廃止。
- 1956年（昭和31年） - 周准校舎が上総農業高等学校（現:千葉県立上総高等学校）として独立。
- 1961年（昭和36年） - 千葉県立木更津高等学校に改称。
- 2000年（平成12年） - 創立100周年記念式典挙行。
- 2009年（平成21年） - 学年制から単位制に移行。
- 2016年（平成28年） - 文部科学省からＳＳＨ（スーパーサイエンスハイスクール）に指定。

## 校歌
現在歌われている校歌は、1917年（大正6年）に土井晩翠により作詞、1919年（大正8年）に弘田龍太郎により作曲された木更津中学校校歌が基になっているが、これは戦後土井により歌詞が改訂されたものである。

## 制服
男子
黒の詰襟学生服である。ボタンは学校指定の校章入り金ボタンを装着、襟の向かって右側にKを型取った学年色（1年：赤、2年：緑、3年：青）の地に白色のローマ数字で抜かれた学年章バッジ、左側に校章バッジを装着する。夏季は、左胸ポケットに学年色の校章をつけた白いワイシャツに黒ズボンとなる。
女子
濃紺サージのセーラー服に、28本の車ひだがあるプリーツスカートである。左胸ポケットの向かって右側に学年章バッジ、左側に校章バッジを装着する。夏季は、左胸ポケットに学年色の校章をつけた白地の冬服と同じ型セーラー服を着用する。
男女共に、2019年度から、夏季、冬季の服装の区別が廃止された。

## 部活動
運動系
- 野球部
- 剣道部
- 柔道部
- バレーボール部
- バスケットボール部
- 卓球部
- バドミントン部
- 陸上競技部
- ハンドボール部
- サッカー部
- 水泳部
- 弓道部
- 硬式テニス部
- ソフトテニス部
- ジャグリング部

文化系
- 映画研究部
- 演劇部
- マンドリン部
- 生物部
- 文学部
- 英語研究部
- 音楽部
- 写真部
- 美術部
- 理化部
- 書道部
- 茶華道部
- 囲碁部
- パソコン部
- 和楽部
- クイズ研究部

## 年間行事
- 4月 - 始業式、入学式、創立記念日（28日）
- 5月 - スポーツテスト、生徒総会
- 6月 - 木高祭、歌コン
- 9月 - 終業式、体育大会
- 10月 - 始業式
- 11月 - 1年校外学習、2年修学旅行
- 3月 - 卒業式、終業式

### 木高祭
毎年6月中旬に行われる学園祭。各クラスと文化系部活動による出展が行われている。開会式と同日に歌コン（合唱コンクール）も開催される。
各クラスでクラスTシャツを作成することが慣例となっている。
以前は、文化の部、体育の部の大きく2つにわかれ、文化の部がいわゆる文化祭、体育の部がいわゆる体育祭であった。
2011年度より、体育の部が9月に移行。それに伴い、文化の部と体育の部は別行事となり、現在では、それぞれ、木高祭（旧文化の部）、体育大会（旧体育の部）とされている。

### 体育大会
毎年9月下旬に行われる。2日間かけて行われ、1日目が球技大会、2日目が体育祭である。各クラス毎に、4色（赤、白、青、黄）に分けられる。
日程中は、木高祭時に作成したクラスTシャツを各クラス着ることが通例であるが規定ではない。
以前は、体育祭と球技大会は別行事であったが、2019年度より、球技大会が体育祭の翌日に移行され、合同行事となり、それにあたって名称も体育大会に統一された。

## 最寄駅
JR東日本内房線木更津駅（徒歩15分)

## 歴代校長一覧
| 代 | 氏名       | 就任             | 退任            |
| -- | ---------- | ---------------- | --------------- |
| 1  | 福井安舒   | 明治34年10月14日 | 明治35年9月30日 |
| 2  | 大塚薫     | 明治35年10月7日  | 明治38年9月28日 |
| 3  | 笠原正二   | 明治38年9月28日  | 明治42年1月23日 |
| 4  | 畑勇吉     | 明治42年3月26日  | 明治44年7月18日 |
| 5  | 落合初太郎 | 明治44年7月18日  | 大正8年6月2日   |
| 6  | 中山音彌   | 大正8年6月2日    | 大正12年4月2日  |
| 7  | 森田要作   | 大正12年4月2日   | 大正14年5月28日 |
| 8  | 澤渡鏡太郎 | 大正14年5月28日  | 昭和2年3月11日  |
| 9  | 粟野信一   | 昭和2年3月11日   | 昭和7年3月31日  |
| 10 | 高橋善四郎 | 昭和7年3月31日   | 昭和12年3月31日 |
| 11 | 大塚平     | 昭和12年3月31日  | 昭和14年3月31日 |
| 12 | 山下重輔   | 昭和14年3月31日  | 昭和17年7月10日 |
| 13 | 鈴木荘三   | 昭和17年7月10日  | 昭和21年5月15日 |
| 14 | 今惣吉     | 昭和21年5月15日  | 昭和25年3月31日 |
| 15 | 小川秀雄   | 昭和25年3月31日  | 昭和33年3月31日 |
| 16 | 鈴木一郎   | 昭和33年4月1日   | 昭和36年3月31日 |
| 17 | 丸島茂     | 昭和36年4月1日   | 昭和43年3月31日 |
| 18 | 高沢武比古 | 昭和43年4月1日   | 昭和46年3月31日 |
| 19 | 菱田忠義   | 昭和46年4月1日   | 昭和48年3月31日 |
| 20 | 福原修     | 昭和48年4月1日   | 昭和51年3月31日 |
| 21 | 相川勝衛   | 昭和51年4月1日   | 昭和53年3月31日 |
| 22 | 須田義男   | 昭和53年4月1日   | 昭和56年3月31日 |
| 23 | 境澤正人   | 昭和56年4月1日   | 昭和59年3月31日 |
| 24 | 剱持徹     | 昭和59年4月1日   | 昭和62年3月31日 |
| 25 | 片岡勉     | 昭和62年4月1日   | 平成2年3月31日  |
| 26 | 和泉英雄   | 平成2年4月1日    | 平成5年3月31日  |
| 27 | 相川一男   | 平成5年4月1日    | 平成7年3月31日  |
| 28 | 中田喜久司 | 平成7年4月1日    | 平成10年3月31日 |
| 29 | 高沢照次   | 平成10年4月1日   | 平成13年3月31日 |
| 30 | 吉田英夫   | 平成13年4月1日   | 平成17年3月31日 |
| 31 | 森重文     | 平成17年4月1日   | 平成20年3月31日 |
| 32 | 藤平一雄   | 平成20年4月1日   | 平成22年3月31日 |
| 33 | 木内辰雄   | 平成22年4月1日   | 平成24年3月31日 |
| 34 | 岡崎俊明   | 平成24年4月1日   | 平成26年3月31日 |
| 35 | 明田成一   | 平成26年4月1日   | 平成27年3月31日 |
| 36 | 根本哲一   | 平成27年4月1日   | 平成29年3月31日 |
| 37 | 廣部泰紀   | 平成29年4月1日   | 平成31年3月31日 |
| 38 | 小芝一臣   | 平成31年4月1日   | 令和2年3月31日  |

## 著名な卒業生
- 千葉真一：俳優・歌手・体操選手・空手家・芸能プロモーター・映画プロデューサー・映画監督
- 中尾彬：俳優・タレント
- 浜田幸一：元衆議院議員、タレント
- 浜田靖一：衆議院議員、防衛大臣
- 松野博一：元内閣官房長官、衆議院議員、元文部科学大臣
- 中後淳：元衆議院議員
- 岡島一正：元衆議院議員
- 横田尤孝[1]：元最高裁判所裁判官
- 渡辺芳邦：木更津市長
- 水越勇雄：元木更津市長
- 石井宏子：君津市長
- 小出譲治：市原市長
- 石渡哲彦：千葉県社会福祉協議会会長、元千葉県副知事
- 長谷川栄一：元内閣広報官兼内閣総理大臣補佐官、元中小企業庁長官
- 渡邉洋一：第15代農林水産審議官、第2代農林水産省畜産局長、初代農林水産省輸出・国際局長
- 土居孝幸：イラストレーター・キャラクターデザイナー
- 今一生：ライター
- わたなべけんいち：作家・脚本家・日本児童文芸家協会会員・演出家
- 山崎晃嗣：学士金融光クラブ主催者で戦後アプレ犯罪の象徴
- 松本知子：松本智津夫の妻
- 坂口弘：連合赤軍
- 矢口健一：元早大野球部、社会人野球選手（元市民球団かずさマジック）
- 石渡鉄兵：競艇選手
- 大坪政士：陸上選手[2]
- 岡崎高之：陸上選手・実業家
- 楢崎みどり：国際私法（中央大学法学部教授）
- 飯島昇藏：政治学（早稲田大学政治経済学部学部長・教授）
- 綾部貴淑：KIYOラーニング創業者・社長、日本eラーニングコンソシアム理事
- 法木秀雄：元クライスラージャパン社長、早大経営管理研究科長・教授
- 佐久間英利：千葉商工会議所会頭、元千葉銀行頭取
- 谷一歩：タレント
- 手塚治：東映社長
- 永見尊：会計学・監査論（慶応義塾大学商学部教授）
- 山田秀：工学者（慶應義塾大学理工学部教授）
- 平野達也：生物学者
- JAGUAR（ジャガー）：ミュージシャン[3]